# Masserberg
Masserberg è un comune di 2 132 abitanti della Turingia, in Germania.
Appartiene al circondario (Landkreis) di Hildburghausen (targa HBN) ed è indipendente delle comunità amministrative (Verwaltungsgemeinschaft).